# Eiskunstlauf-Weltmeisterschaften 1952
Die 43. Eiskunstlauf-Weltmeisterschaften 1952 fanden vom 27. Februar bis 1. März 1952 in Paris (Frankreich) statt. Zum ersten Mal bei Weltmeisterschaften gab es einen Wettbewerb im Eistanzen.
Jean Westwood und Lawrence Demmy aus Großbritannien wurden die ersten Eistanzweltmeister. Richard Button gewann im Herreneinzel seinen fünften und letzten Titel und ist damit bis heute der erfolgreichste US-Amerikaner bei Weltmeisterschaften. Nur der Schwede Ulrich Salchow und der Österreicher Karl Schäfer errangen mehr Titel.

## Ergebnisse

### Herren
| Platz | Sportler           | Land               |
| ----- | ------------------ | ------------------ |
| 1     | Richard Button     | Vereinigte Staaten |
| 2     | James Grogan       | Vereinigte Staaten |
| 3     | Hayes Alan Jenkins | Vereinigte Staaten |
| 4     | Helmut Seibt       | Österreich         |
| 5     | Dudley Richards    | Vereinigte Staaten |
| 6     | Carlo Fassi        | Italien            |
| 7     | Peter Firstbrook   | Kanada             |
| 8     | Alain Giletti      | Frankreich         |
| 9     | Martin Felsenreich | Österreich         |
| 10    | Adrian Swan        | Australien         |
| 11    | François Pache     | Schweiz            |

Punktrichter waren:
- Oscar Madl  Österreich
- Donald H. Gilchrist  Kanada
- Gérard Rodrigues-Henriques  Frankreich
- J. Wilson  Vereinigtes Königreich
- Ercole Cattaneo  Italien
- H. Storke  Vereinigte Staaten
- J. Biedermann  Schweiz

### Damen
| Platz | Sportlerin                 | Land                   |
| ----- | -------------------------- | ---------------------- |
| 1     | Jacqueline du Bief         | Frankreich             |
| 2     | Sonya Klopfer              | Vereinigte Staaten     |
| 3     | Virginia Baxter            | Vereinigte Staaten     |
| 4     | Suzanne Morrow             | Kanada                 |
| 5     | Barbara Wyatt              | Vereinigtes Königreich |
| 6     | Gundi Busch                | BR Deutschland         |
| 7     | Marlene Smith              | Kanada                 |
| 8     | Valda Osborn               | Vereinigtes Königreich |
| 9     | Erica Batchelor            | Vereinigtes Königreich |
| 10    | Vera Smith                 | Kanada                 |
| 11    | Helga Dudzinski            | BR Deutschland         |
| 12    | Patricia Devries           | Vereinigtes Königreich |
| 13    | Eva Weidler                | Österreich             |
| 14    | Annelies Schilhan          | Österreich             |
| 15    | Nancy Hallam-Burleigh      | Österreich             |
| 16    | Ghislaine Kopf             | Schweiz                |
| 17    | Alida Elisabeth Stoppelman | Niederlande            |
| 18    | Jolande Jobin              | Schweiz                |
| 19    | Gweneth Molony             | Australien             |
| 20    | Doris Zerbe                | Schweiz                |
| 21    | Liliane de Becker          | Belgien                |
| 22    | Nicole Vanderberghe        | Belgien                |
|       | Tenley Albright (Z)        | Vereinigte Staaten     |

- Z = Zurückgezogen

Punktrichter waren:
- F. Wojtanoskyj  Österreich
- A. Voordeckers  Belgien
- Norman Gregory  Kanada
- Gérard Rodrigues-Henriques  Frankreich
- V. P. Gross  BR Deutschland
- Mollie Phillips  Vereinigtes Königreich
- Ercole Cattaneso  Italien
- E. Kirschhofer  Schweiz
- J. Krupy  Vereinigte Staaten

### Paare
| Platz | Sportler                            | Land                   |
| ----- | ----------------------------------- | ---------------------- |
| 1     | Ria Baran / Paul Falk               | BR Deutschland         |
| 2     | Karol Kennedy / Peter Kennedy       | Vereinigte Staaten     |
| 3     | Jennifer Nicks / John Nicks         | Vereinigtes Königreich |
| 4     | Frances Dafoe / Norris Bowden       | Kanada                 |
| 5     | Janet Gerhauser / John Nightinghale | Vereinigte Staaten     |
| 6     | Silvia Grandjean / Michel Grandjean | Schweiz                |
| 7     | Sissy Schwarz / Kurt Oppelt         | Österreich             |
| 8     | Carol Johns / Jack Jost             | Vereinigte Staaten     |
| 9     | Jacqueline Mason / Mervyn Bower     | Australien             |
| 10    | Peri Horn / Raymond Lockwood        | Vereinigtes Königreich |

Punktrichter waren:
- Hans Meixner  Österreich
- Donald H. Gilchrist  Kanada
- Gérard Rodrigues-Henriques  Frankreich
- P. Gross  BR Deutschland
- Pamela Davis  Vereinigtes Königreich
- A. W. Kneteman  Niederlande
- Ercole Cattaneo  Italien
- A. J. Krupy  Vereinigte Staaten
- J. Biedermann  Schweiz

### Eistanz
| Platz | Sportler                        | Land                   |
| ----- | ------------------------------- | ---------------------- |
| 1     | Jean Westwood / Lawrence Demmy  | Vereinigtes Königreich |
| 2     | Joan Dewhirst / John Slater     | Vereinigtes Königreich |
| 3     | Carol Peters / Daniel Ryan      | Vereinigte Staaten     |
| 4     | Carmel Bodel / Edward Bodel     | Vereinigte Staaten     |
| 5     | Lydia Boon / Aadrian van Dam    | Niederlande            |
| 6     | Ilse Reitmayer / Hans Kutschera | Österreich             |
| 7     | Catharina Odink / Jacobus Odink | Niederlande            |
| 8     | Albertina Brown / Nigel Brown   | Schweiz                |
| 9     | Paulin Haffner / Herbert Huber  | Österreich             |

Punktrichter waren:
- Hans Meixner  Österreich
- A. Voordeckers  Belgien
- Norman Gregory  Kanada
- Henri Meudec  Frankreich
- Mollie Phillips  Vereinigtes Königreich
- R. Sackett  Vereinigte Staaten
- E. Kirchhofer  Schweiz

## Medaillenspiegel
| Platz | Land                   | Gold | Silber | Bronze | Gesamt |
| ----- | ---------------------- | ---- | ------ | ------ | ------ |
| 1     | Vereinigte Staaten     | 1    | 3      | 3      | 7      |
| 2     | Vereinigtes Königreich | 1    | 1      | 1      | 3      |
| 3     | Frankreich             | 1    | –      | –      | 1      |
| 3     | BR Deutschland         | 1    | –      | –      | 1      |